# La Dimensión Latina
La Dimensión Latina es una orquesta venezolana de salsa fundada en 1972. En 2017 recibió el reconocimiento como Patrimonio Cultural y Musical en Venezuela.

## Historia

### Inicios
Cesar Augusto Anuel Morales(César Monges), músico ejecutante del trombón, una vez graduado en la Escuela de Bandas Militares, formó parte de las orquestas "Los Mundiales" y "Swing Latino". Víctor Cuica, músico ejecutante del saxofón, le conocía de esas andadas musicales. Oscar León, venía de comprarse un auto con el cual se despeñaba de taxista, pero con una gran afición por la música. León quiso crear una agrupación musical y le designa a Cuica la tarea de reclutar músicos de la Escuela Superior de Música, en la cual Cuica estudiaba. Esa orquesta se llamó "Oscar y sus estrellas". César Monge tocó en esa orquesta un tiempo, hasta que el músico Federico Betancourt, director de su agrupación "Federico y su Combo", le contrata. De ahí, Monges pasa a la orquesta "Los Dementes" del músico Ray Pérez y posteriormente a "Los Satélites" de "Cheché" Mendoza. Tocando con esta orquesta, en el local nocturno caraqueño La Distinción en la urbanización El Rosal, surge un inconveniente entre el dueño de la orquesta y el propietario del local. León aprovecha el incidente y decide junto a Cuica y Monge rearmar su agrupación. Cuica, llevado por el nombre de la agrupación norteamericana The 5th Dimensión de éxito en esos días, sugirió llamarle Dimensión Latina. Luego León tomó una escuadra e hizo el dibujo del logotipo con el que la agrupación salió al mercado.

### Fundación
Se crea formalmente el 15 de marzo de 1972 en un primer ensayo en La Guaira, en casa del músico pianista Enrique (Culebra) Iriarte. Quedó formada por Iriarte al piano, César Monge (Albóndiga) y José Antonio Rojas (Rojitas) en los trombones, José (Joseíto) Rodríguez en el timbal y bongó, Elio Pacheco en las tumbadoras y Oscar León, rebautizado como Oscar D'León en el bajo y en el rol de cantante. Debutan como Dimensión Latina en el mismo local La Distinción. El repertorio se basaba en temas de Mon Rivera, Eddie Palmieri y Willie Colón. Varias noches frecuentó el establecimiento Víctor Mendoza, cantante y músico fundador del Trío Venezuela y para entonces contratado como productor musical por el sello disquero Top Hits, quién poseía una banda denominada "El Clan de Víctor", la cual debía rendir un disco por año. Mendoza motivó a los músicos y realizaron dos pruebas musicales. José Rodríguez, quien tenía algún dinero ahorrado dado su trabajo como músico y motorizado, lo dispuso para la grabación en Estudios Fidelis con un tema de Elio Pacheco y otro de Oscar León. Estas pruebas no fueron del agrado del propietario del sello. Esto desmotivó a Enrique Iriarte quien prontamente se despidió del grupo. Su lugar fue ocupado por el pianista Jesús "Chuíto" Narváez. Pese a las negativas del sello, Víctor Mendoza quiso grabarles y es cuando decide incluirlos en su producción de " El Clan de Víctor" de 1972. De ahí se desprende el primer éxito del sexteto; "Pensando en ti". Mendoza, es quien le sugiere entonces a Oscar León el nombre artístico de Oscar D'León. 
Durante el año 1973 graban su segundo disco, llamado "Dimensión Latina" donde gana reconocimiento y participa en eventos importantes, como giras por Curazao y el carnaval de Maracaibo, lanzando su tercer álbum "Triunfadores" del que se desprende el segundo éxito de la orquesta "Qué bailen Tós".  En 1974 ingresa a la orquesta el bolerista caraqueño Wladimir Lozano, quien venía de trabajar en locales de la noche caraqueña junto al arpista Ramón Hernández. Wladimir le dio a la agrupación más profundidad interpretativa, logrando la dupla Oscar y Wladimir, que dio germen a importantes interpretaciones y éxitos comerciales que le ganaron a la banda reconocimiento internacional. De la entrada de Lozano se destaca "La Piragua", tema que logró primeros lugares en las radios.

### La consagración
Para 1975 La Dimensión Latina gozaba del respaldo del público, quien le disfrutaba en presentaciones de televisión y de ser imagen de productos comerciales. Llega un nuevo disco, "Dimensión Latina '75", y con él llega su consagración, para algunos críticos la más lograda e icónica. Incluyó temas de extraordinario éxito comercial como "Taboga", "Parampampam", "Mi Adorada", "Cañonazo", y un tema de Oscar que incluyeron de relleno pero que significaría el sencillo más vendido en su historia, "Llorarás". Este disco catapultó la carrera de la orquesta y le dio un lugar de reconocimiento en el mundo de la salsa que, en ese momento, estaba casi reservado a las orquestas del boom salsero de Nueva York. Ingresa a la orquesta el músico Carlos Guerra en el trombón, logrando aumentar a tres dentro de ese renglón. En producciones siguientes se incluyeron nuevos logros comerciales e interpretativos como "Dolor cobarde", "El frutero" y "Dormir contigo".  Posterior a su presentación en Estados Unidos, la Dimensión produce el disco "La Dimensión Latina en Nueva York" (1976), el cual sería el séptimo y último disco de la orquesta con Oscar D'León, quien abandonaría la agrupación para iniciar una exitosa carrera en solitario.

### La era Montañez
Ante la ausencia de D'León, la Dimensión Latina llama por sugerencia de Joseíto Rodríguez al conocido guarachero y gaitero zuliano Argenis Carruyo quien venía de integrar Super Combo Los Tropicales y Guaco, para la grabación del disco "La Dimensión Latina '77 Internacional" y al bajista Gustavo Carmona. Ese mismo año, pensando en continuar abriendo senderos en el exterior, pensaron en una voz de talla internacional, y fue el músico boricua Roberto Roena en quien les sugiere al afamado cantante boricua Andy Montañez, voz líder del Gran Combo de Puerto Rico. Montañez fue tentado por un contrato extraordinario. Junto a Montañez ingresa el cantante y sonero zuliano Rodrigo Mendoza y por vez primera La Dimensión ubica tres voces en su elenco. El 11 de noviembre de 1977 la Dimensión Latina encabeza el festival "Salsa International" en el Madison Square Garden de Nueva York, organizado por Ralph Mercado y con la presencia, entre otros, de Wilfrido Vargas y Cheo Feliciano.[cita requerida]
Andy Montañez permaneció con la orquesta hasta 1980 grabando ocho discos, incluyendo éxitos como "El Eco de un Tambor" del maestro Tite Curet Alonso, "Linda Minerva" cantado a dúo con Argenis Carruyo, "Ave María Lola", "Por el Camino", "Mi Bombolaye", "Vuelve" y contribuciones boricuas como "Cantante Errante" del compositor Johnny Ortiz y "Quisiera Saber".  
Rodrigo Mendoza logró plasmar éxitos como "Fanfarrón", "Córreme guardia" y "Suena el cuero"    
También integraron a la orquesta el pianista colombiano Samuel del Real, los percusionistas Carlos (Pacusso) Guillén y Luís Machado y las voces de Cheo Valenzuela, Alexis Martínez, Luis Arturo Guaramato y Álex "Mostaza" Vargas.

## Patrimonio cultural
Durante la década de 1990 el éxito de la orquesta fue variable, sin embargo, continuaron su producción musical sin interrupciones. Sus músicos son conocidos como Los generales de la salsa y la orquesta como La institución de la salsa. Con 37 discos, la Dimensión Latina se ha consagrado como una de las agrupaciones salseras de mayor renombre en la música caribeña y el espectáculo, por ello, el 12 de junio de 2012, la Alcaldía Libertador de Caracas, Capital de Venezuela, la declara Patrimonio Cultural, según Gaceta Municipal N° 3542-G. de igual manera fueron condecorados a sus miembros fundadores y actuales integrantes a saber: César Monges, José Rojas, Elio Pacheco, José Rodríguez, Rodrigo Mendoza y Wladimir Lozano, con la Orden Waraira Repano en su Primera clase, en un significativo y alegórico espectáculo realizado en la Sala Ríos Reina del Teatro Teresa Carreño.
El decreto de [Nicolás Maduro] que declara a la Dimensión Latina como Bien de Interés Cultural por su continua y gran trayectoria artística, la cual “ha enaltecido nuestros valores musicales y populares a través del tiempo, siendo estandarte de la cultura”,  fue publicado en la Gaceta Oficial N° 4190 del 8 de febrero de 2017. "Tenemos que llevar nuestro patrimonio cultural de la salsa al más alto nivel, sobre todo en la comunicación", dijo el presidente Maduro, durante la primera transmisión del año 2017 de su programa radial "La Hora de la Salsa", por Radio Miraflores FM 95.9.
El 23 de marzo de 2017 la Dimensión Latina recibe el certificado de Patrimonio Cultural y Musical de Venezuela. Condecoración entregada por el viceministro de Cultura, Benito Irady.

## Discografía
- El Clan de Víctor y Dimensión Latina (1972)
- Dimensión Latina 72 (1972)
- Triunfadores (1973)
- En la Dimensión Latina (1974)
- Dimensión Latina 75 (1974)
- Dimensión Latina 76 (1975)
- La Dimensión Latina en Nueva York (1976)
- La Dimensión Latina 77 o Internacional (1977)
- Los generales de la salsa o (Presentando a Andy Montañez) (1977)
- 780 kilos de salsa (1977)
- Tremenda dimensión (1978)
- Inconquistable (1978)
- Dimensión Latina 79 o Solid Gold (1979)
- Combinación Latina N.º 4 (1979)
- Dimensión Latina (1980)
- El número uno con la número uno (1980)
- Para siempre (1981)
- Cuerda para rato (1981)
- 10 años repartiendo salsa (1982)
- Producto de exportación (1984)
- Los dueños del Caribe (1990)
- Los generales de la salsa (1991)
- El reencuentro (1995)
- Gaita y trombón (1996)
- Compadre querido (1998)
- Dimensión Latina 98 (1998) Con Rey Ruiz y Andy Montañez
- Neurosis (1999)
- Al paso (2005)
- Pal Bailador (2006)